# Steve Bein
Steve Bein (Oak Park, 3 agosto 1973) è uno scrittore e insegnante statunitense. Insegna storia e filosofia dell'Asia alla State University di New York, ed è noto per la sua trilogia Le Cronache delle Spade di Inazuma, della quale solo i primi due titoli sono usciti in Italia.

### Le Cronache delle Spade di Inazuma
1. 2012 - La figlia della spada (Daughter of the Sword), Fanucci Editore, traduzione di Arianna Pelagalli, 2014 (ISBN 978-88-347-2603-7)
2. 2013 - L'anno del demone (Year of the Demon), Fanucci Editore, traduzione di Arianna Pelagalli, 2014 (ISBN 978-88-347-2855-0)
3. 2015 - Disciple of the Wind

La saga contiene anche due storie separate e correlate, chiamate Only a Shadow e Streaming Dawn, inedite in Italia.